# Campionat del món de rem de 2016
El campionat del món de rem de 2016 va ser el campionat del món que es va celebrar entre el 21 i el 28 d'agost de 2016 al llac Willem-Alexander Baan de Rotterdam (Països Baixos), conjuntament amb el Campionat del món de rem júnior i el Campionat del món de rem sots-23. Com que el 2016 era any olímpic, només van participar-hi categories no olímpiques.

## Resultats

### Masculí
The lightweight men's eight was discontinued after the 2015 World Rowing Championships due to low participation in three consecutive championships.
| Event | Or                                                                              | Or      | Plata                                                                             | Plata   | Bronze                                                                                       | Bronze  |
| M2+   | Regne Unit · Oliver Cook · Callum McBrierty · Henry Fieldman                    | 7:29:69 | Canadà · Andrew Stewart-Jones · Benjamin de Wit · Kevin Chung                     | 7:32:05 | Itàlia · Mario Paonessa · Vincenzo Capelli · Andrea Riva                                     | 7:32:22 |
| LM1x  | Paul O'Donovan · Irlanda                                                        | 7:32:84 | Péter Galambos · Hongria                                                          | 7:36:95 | Lukáš Babač · Eslovàquia                                                                     | 7:38:89 |
| LM4x  | Alemanya · Patrik Stöcker · Florian Roller · Johannes Ursprung · Cedric Kulbach | 6:23:09 | França · François Teroin · Damien Piqueras · Maxime Demontfaucon · Morgan Maunoir | 6:24:72 | Grècia · Georgios Konsolas · Spyridon Giannaros · Panagiotis Magdanis · Eleftherios Konsolas | 6:26:58 |
| LM2−  | França · Augustin Mouterde · Alexis Guerinot                                    | 7:14.18 | Dinamarca · Emil Espensen · Jens Vilhelmsen                                       | 7:15.30 | Regne Unit · Joel Cassells · Sam Scrimgeour                                                  | 7:16.49 |

### Categories adaptades
| Event    | Or                                               | Or      | Plata                                 | Plata   | Bronze                                      | Bronze  |
| LTAMix2x | França · Guylaine Marchand · Fabien Saint-Lannes | 8:38.53 | Àustria · Johanna Beyer · Rainer Putz | 9:06.51 | Rússia · Valentina Zhagot · Evgenii Borisov | 9:27.74 |

## Medaller

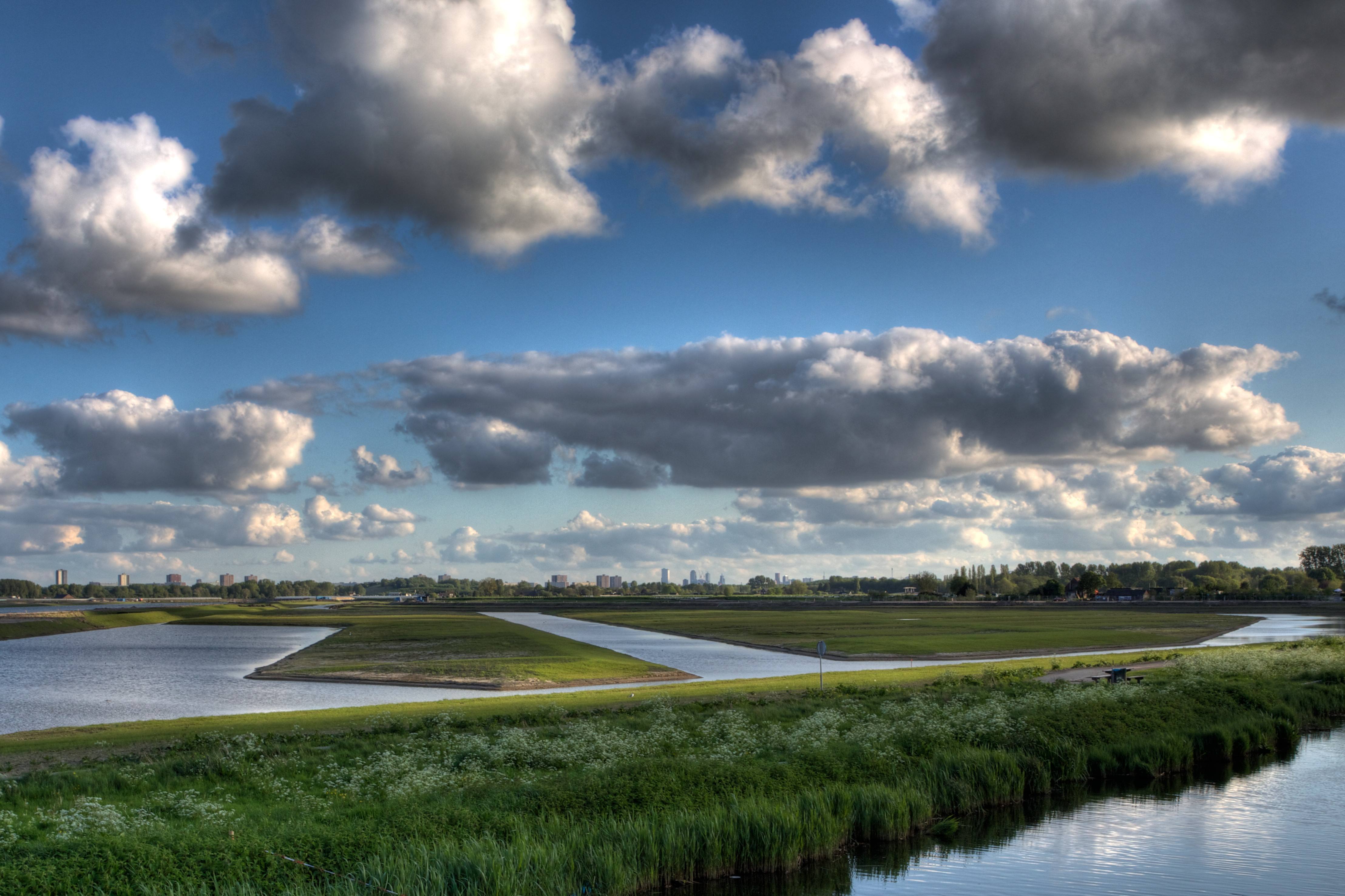
Willem-Alexander Baan during construction

| Pos.  | País            | Or | Plata | Bronze | Total |
| 1     | Regne Unit      | 3  | 0     | 1      | 4     |
| 2     | França          | 2  | 1     | 0      | 3     |
| 3     | Alemanya        | 1  | 1     | 1      | 3     |
| 4     | Irlanda         | 1  | 0     | 0      | 1     |
| 4     | Nova Zelanda    | 1  | 0     | 0      | 1     |
| 6     | Canadà          | 0  | 1     | 1      | 2     |
| 7     | Àustria         | 0  | 1     | 0      | 1     |
| 7     | Dinamarca       | 0  | 1     | 0      | 1     |
| 7     | Hongria         | 0  | 1     | 0      | 1     |
| 7     | Suècia          | 0  | 1     | 0      | 1     |
| 7     | Estats Units    | 0  | 1     | 0      | 1     |
| 12    | R.P. de la Xina | 0  | 0     | 1      | 1     |
| 12    | Grècia          | 0  | 0     | 1      | 1     |
| 12    | Itàlia          | 0  | 0     | 1      | 1     |
| 12    | Rússia          | 0  | 0     | 1      | 1     |
| 12    | Eslovàquia      | 0  | 0     | 1      | 1     |
| Total | Total           | 8  | 8     | 8      | 24    |